# Guarulhos
Guarulhos – miasto w południowo-wschodniej Brazylii, w stanie São Paulo, w zespole miejskim São Paulo. Według danych ze spisu ludności z 2010 roku miasto liczyło 1 221 979 mieszkańców.
Znajduje się tu największy port lotniczy w Ameryce Południowej.
W mieście rozwinął się przemysł papierniczy, spożywczy oraz włókienniczy.
W mieście mają siedzibę kluby piłkarskie AA Flamengo i AD Guarulhos.